# 루디아
루디아(Ludia)는 캐나다 몬트리올, 퀘벡에 본사를 둔 비디오 게임 개발 회사이다. 대중 소비자의 관심을 끄는 크로스 플랫폼 디지털 게임을 만들고 배포하며, 게임 쇼, TV 시리즈, 영화, 서적 및 보드게임을 기반으로 독창적인 브랜드 자산을 제작하기도 한다.

## 역사
루디아는 2007년 3월 15일 업계 베테랑에 의해 설립되었다. 2008년 루디아는 Wii, DS, PC 및 iOS에서 'The Price is Right'를 기반으로 한 첫 번째 게임을 출시했다. 2011년에는 'Free to Play' 와 'Pay to Win' 모델을 채택했다. 2008년부터 지금까지 루디아는 인기 게임 쇼를 기반으로 한 여러 비디오 게임을 출시하고 있다. 2021년에 루디아는 잼시티라는 기업에 1억 6,500만 달러에 인수되었으나, 2025년 3월에 다시 예전처럼 독자적인 기업이 되었다.